# TAIGA
TAIGA（タイガ、1975年11月20日 - ）は、日本のピン芸人。本名、福谷 大河（ふくたに たいが）。神奈川県川崎市麻生区（出生当時は多摩区）出身。所属事務所はサンミュージックプロダクション。高山短期大学卒業。R-1ぐらんぷり2014ファイナリスト。L-1ぐらんぷり2021ファイナリスト。

## 来歴・人物
- 短大卒業後は建築資材製造販売の企業に入社[3]。21歳か22歳の頃に友人の結婚式で司会を務めた時、自分の司会振りがウケたことがうれしくなって、芸能関係の方へ進むことを意識するようになる[3]。
- 1999年アクション系の役者事務所に所属しドラマ、映画などに出演し、バラエティー系の番組にも数多く出演していた[3]。
- 役者事務所を辞めた後、芸人に転向、フリーでものまね芸人としてデビューし、数々の歌まねしゃべりまねを使った一人コントなどをしていた。しばらくしてからお笑いの一人芝居風コントもやり、お笑いと物真似の両方でライブなどに出演していた[3]。
- 2008年6月30日には新宿シアターモリエールにて初単独ライブ「単独ロック」を開催。お笑いのコントを中心に多くの持ちネタを披露していた。
- オフィスインディーズを経て、2008年9月1日オスカープロモーションに正式所属。
- 35歳から40歳になる頃に芸人を辞めるか続けるか一番迷ったと話している。辞めて就職するのならこれがラストチャンスだが、単独ライブを満員にできたり、R-1ぐらんぷりの準決勝でその日で一番くらいにウケたと思ったことが支えになって続けることにしたと言う[3]。
- 2014年7月をもって、オスカープロモーションを退社。同14年11月1日付けで、サンミュージックに所属。
- 躰道が特技であり、躰道三段。全国高校躰道優勝大会や全日本躰道選手権大会において、展開競技、法形競技（団体、個人含め）ともに優勝経験がある。フランスで行われた世界大会にも出場[1]。
- R-1ぐらんぷりでは、2011年に準決勝、2014年に決勝へ進出した。2014年の決勝トーナメント・Aブロックでは、審査員の六代 桂文枝が持ち点3点のうち2点をTAIGAに入れたものの、ブロック4位（2点）でFINAL STAGEへの進出を逃した。
- 実父（故人）は成城大学の出身で、大学時代には、桑原征平と共に水球部で活動。当時丸刈りにしていたことから、京都市出身の桑原は実父を「和尚」と呼びながら、東京都内の実父の実家に居候していた。その縁で、TAIGAは幼少時代から桑原と面識がある。
  - 桑原は大学を卒業した後に、社会人クラブの「黄桜クラブ」で水球を続けながら、大阪の酒問屋・祭原（現在の三菱食品）で営業マンとして2年間勤務。在職中にTAIGAの父方の大叔母の娘（実父のいとこ）と結婚した直後に、関西テレビの中途採用試験を経てアナウンサーに転身した。TAIGAの実父は、桑原の父親のつてでお見合いに臨んだ末に、実母と結婚している（媒酌人は桑原の父親）。このような経緯から、桑原の子孫（長男で福井テレビ元アナウンサーの桑原達秋など）とTAIGAは血縁関係にある。
- オスカープロモーション時代は所属芸人たちの兄貴分的な存在で、特にぺこぱは師匠と呼んで尊敬しており、サンミュージック移籍への手引きもしている。
- M-1グランプリ2015では同じ事務所所属の武家の女とコンビ『ザ・武道』を組んで出場、3回戦まで進出[4]。2016年には同じくザ・武道としてキングオブコントに出場した他[5]、同年のM-1グランプリにもこのコンビで出場[4]。一時は『ザ・武道』として、テレビ、ラジオ、ライブに出演することが多かった。
- オードリーと仲が良く、「オードリーのオールナイトニッポン」（ニッポン放送）で、たまにTAIGAの話をされる[6]。春日によれば、知り合ったのはあるショーパブであり、TAIGAはそこの先輩で、TAIGAが芸人へ転向する際には逆に相談を受けたという[7]。若林によれば、当時は「大喜利」とは何かを知らないほどお笑いに疎かった[7]。
- 2017年1月27日に声優の近江知永と結婚したことを発表。7年ほど前にアルバイト先で知り合い、友人関係を経て2016年頃から交際を開始、同年末にプロポーズした。婚姻届の証人には仲のいいスギちゃんとじゅんいちダビッドソンに依頼したという[8]。2018年6月に長男が誕生。
- 現在はステージの大道具のバイトをしており、エレキコミック・やついいちろうの主催するYATUI FESTIVAL 2014!では、仕込み・出演・バラしを全て担当した。また、Uber Eatsの配達でも生計を立てている。
- 2021年12月15日、次男が誕生。[9]
- 阪神タイガース、渡辺美里、エルヴィス・プレスリーのファン、特技は将棋、海水浴。

## 芸風
- 多くのお笑いのネタや物真似のレパートリーを持つ。[1]。
  - 物真似芸を応用して、声と動きが別々の人の物真似という、二人以上の物真似を同時に演じる「ものまねシェイク」のネタを持っている[10]。
- 主な持ちネタには、本人の特技である躰道を使った芸[注 1]があり、身の周りの不満なことなどを話しながら躰道を演じ、最後に「出ました!（技名）、一本!」という台詞で落ちとしている。『爆笑レッドカーペット』では、このネタを披露していた。また、躰道選手の物真似（振り真似）を演じることもある。
- 『エンタの神様』では、ホストに扮した本音ネタを披露した[11]。
- エルビス・プレスリーのような格好で、ロカビリーナンバーに乗せてツイストを踊りながら「○○と××の違い」などの漫談を披露（東野幸治曰く「ネタ2行の話」）するほか、歩数計で数字を指定してそこで踊りを止めるとした芸を披露することがある。また、ロックンロールに合わせて歌い踊りながら、「お前誰だよ!」という台詞で締めるネタを披露することもある。R-1ぐらんぷり2014の決勝でも、このネタで会場を沸かせていた。
  - 「お前誰だよ!」のネタの時は、123☆45とハルカラの女性お笑いコンビ2組を加えた『TAIGAロックンロールオールスターズ』として出演することもあった[12]。
- この他、1980年代のトレンディドラマによく有りがちだった台詞や仕種を面白おかしく模して演じるネタがある。
- 妻・近江知永とのコンビ「TAIGAと嫁ちゃん」としてキングオブコントに出場経験がある。

## 出演

### テレビ
- とんねるずのみなさんのおかげでした・博士と助手〜細かすぎて伝わらないモノマネ選手権〜（フジテレビ）
  - 第6回（2005年10月27日・11月3日放送）に出演し、織田裕二の物真似を演じた。
- インパクト!（フジテレビ、2006年） - 第9回
- くるくるドカン〜新しい波を探して〜（フジテレビ、2006年）
- 爆笑オンエアバトル（NHK総合） - 戦績0勝2敗 最高245KB
- オンバト+（NHK総合、2011年9月11日・11月20日・2012年6月10日・2013年2月17日） - 戦績2勝2敗 最高469KB
- 爆笑レッドカーペット（フジテレビ、2008年6月4日・7月30日・10月15日） - キャッチコピーは「欲求不満の武道家」
  - 新春ゴールデンピンクカーペットSP（フジテレビ、2009年1月1日） - キャッチコピーは「欲求不満の武道家」
  - 新春レッドカーペット（フジテレビ、2014年1月1日） - キャッチコピーは「孤高のお笑いツイスター」
- エンタの神様（日本テレビ） - 2008年11月1日初出演、キャッチコピーは「ダークな貴公子」
- あらびき団（TBSテレビ） - 2009年6月24日（第79回）初出演
- ものまねグランプリ（日本テレビ） - 「ものまねショートSHOW!」コーナー出演
  - 2009年12月27日 - ツイストを踊りながら織田裕二の物真似を披露。
  - 2010年3月15日 - 「ツイストを踊るアムロ・レイ」のネタを披露。
  - 2011年4月7日 - 「ツイストを踊る井上陽水」のネタを披露。
- リンカーン（TBSテレビ、2010年1月19日） - 「芸人タワー」コーナー出演
- 笑っていいとも!（フジテレビ、2010年10月12日） - 「お笑いニートを救え!ギャグマーケット」コーナー出演
- THEナンバー2 ～歴史を動かした影の主役たち～（2011年7月11日） - リポーター
- ロング・グッドバイ 第4話（NHK総合、2014年5月10日） - 歌手 役
- 夏笑王決定戦2014（フジテレビ、2014年9月28日）
- プレミアの巣窟（フジテレビ、2014年11月11日）
- ももクロChan〜Momoiro Clover Z Channel〜（テレビ朝日、2014年11月12日）
- ダウンタウンのガキの使いやあらへんで!!（日本テレビ、2016年1月31日） - 「山-1グランプリ」（「ザ・武道」で出演）
- ネプ&ローラの爆笑まとめ!（TBSテレビ、2016年3月30日）
- じわじわチャップリン（テレビ東京、2016年6月11日）
- アメトーーク!（テレビ朝日）
  - 2016年12月30日「パクりたい1グランプリ」（「ザ・武道」で出演）
  - 2021年1月21日「40歳過ぎてバイトやめられない芸人」
- ウソのような本当の瞬間!30秒後に絶対見られるTV（テレビ東京、2017年3月21日）
- オールスター後夜祭（TBSテレビ、2018年4月1日・2019年4月7日）[13]
- じっくり聞いタロウ ～スター近況(秘)報告～（テレビ東京、2018年12月21日）
- オードリーさん、ぜひ会ってほしい人がいるんです。（中京テレビ）
  - 2020年11月9日・16日・23日「TAIGAナイト」
  - 2021年6月28日「あのぜひらーは今」（リモート出演）[注 2]
  - 2021年12月31日「春日さん、やっておいたほうがいい人が束になってやってきたんです。」[14]
  - 2023年12月27日〈予定〉年末スペシャル「愛の最強タッグ決定戦」[15]
- 水曜日のダウンタウン（TBSテレビ、2020年12月23日）
- テレビ千鳥（テレビ朝日、2021年3月7日）
- ブイ子のバズっちゃいな!（テレビ朝日、2021年3月19日）
- キャラダチミュージアム～MoCA～（フジテレビ、2021年8月8日・12月17日）
- THE突破ファイル（日本テレビ、2021年8月12日） - 「突破交番」（ショッピングモールの責任者 役）[16]
- しくじり先生 俺みたいになるな!!（テレビ朝日、2021年8月31日）
- それって!?実際どうなの課（中京テレビ、2021年10月20日）「分かりにくい単位って実際どれくらいなのか?」
- バチくるオードリー（フジテレビ、2021年11月11日）
- 春日さん、やっておいたほうがいい人が束になってやってきたんです。（中京テレビ、2021年12月31日）
- ぺこぱポジティブNEWS（テレビ朝日、2022年1月20日・27日）
- ネプリーグ（フジテレビ、2022年2月21日）
- かまいガチ（テレビ朝日、2022年3月18日）
- オールスター感謝祭（TBSテレビ、2022年3月26日）
- 見取り図じゃん（テレビ朝日、2022年4月5日） - ナレーション
- 午前0時の森（日本テレビ、2022年11月15日、12月6日、2023年1月17日、2月7日、2月28日、3月21日、3月28日、その他）※2022年11月15日は、体調不良オードリー若林の代打MC。2023年3月21日は初の海外ロケ（メンフィス）。 - コーナー『人生相談の森』にレギュラー出演
- ヒルナンデス（日本テレビ、2022年11月21日）オードリー若林の代わり。
- 超町人！チョコレートサムネット（名古屋テレビ、2023年7月23日）

### テレビドラマ
- だが、情熱はある 第4話（日本テレビ、2023年4月30日）- ドラコ 役[17]
- Qrosの女 スクープという名の狂気 第4話（2024年10月28日、テレビ東京） - 坂本 役[18]
- レプリカ 元妻の復讐 第6話（2025年8月11日、テレビ東京） - サイトウ 役

### ラジオ
- サンドウィッチマンの天使のつくり笑い（NHKラジオ第1放送、2016年10月18日） - （「ザ・武道」で出演）

### CM
- 日本マクドナルド「夜マック」（2024年1月9日 - ） - （店内の客） 役[19]
- 明治 銀座カリー バンパー広告「すごくうまいぜ」篇[20]

## 書籍
- お前、誰だよ！ - TAIGA晩成 史上初！売れてない芸人自伝 -（2023年7月25日、ワニブックス、ISBN 978-4-8470-7336-6）[21]